# Harold E. Varmus
Harold Elliot Varmus, född 18 december 1939 i Oceanside utanför New York, är en amerikansk medicinsk forskare. År 1989 erhöll han, tillsammans med J. Michael Bishop, Nobelpriset i fysiologi eller medicin för upptäckt av det cellulära ursprunget till retrovirala onkogener, och 2001 erhöll han National Medal of Science. Han var direktör för National Institutes of Health mellan 1993 och 1999, och den 14:e direktören för National Cancer Institute från 2010 till 2015, en post till vilken han utsågs av president Barack Obama.
År 1982 tilldelades han Albert Lasker Basic Medical Research Award.

## Biografi
Varmus var son till Beatrice, socialarbetare, och Frank Varmus, läkare, judiska föräldrar av östeuropeisk härkomst. År 1957 utexaminerades han från Freeport High School i Freeport, New York, och började studera på Amherst College, med avsikt att följa i sin fars fotspår som läkare, men tog så småningom en kandidatexamen i engelsk litteratur. Han tog examen i engelska vid Harvard University 1962 innan han ändrade sig igen och sökte till medicinska skolor. Han avvisades två gånger från Harvard Medical School. Samma år gick han in på Columbia University College of Physicians and Surgeons och arbetade senare på ett missionärssjukhus i Bareilly, Indien, och Columbia Presbyterian Medical Center. Som ett alternativ till militärtjänst i Vietnamkriget började Varmus arbeta i folkhälsotjänsten vid National Institutes of Health 1968. Han arbetade under Ira Pastan och forskade om reglering av bakteriellt genuttryck av cyklisk AMP. År 1970 började han postdoktoral forskning i Bishops labb vid University of California, San Francisco.
Varmus har varit gift sedan 1969 med Constance Louise Casey, journalist och vetenskapsförfattare. De bor på Manhattans Upper West Side och har två söner, Jacob, jazztrumpetare och kompositör och Christopher, socialarbetare. Varmus och Jacob har gjort en serie föreläsningskonserter under temat "Gener och jazz" på Guggenheim och Smithsonian Museum, Boston Museum of Science, John F. Kennedy Center för scenkonsten och den sydasiatiska sommarfestivalen i Vancouver. 

## Vetenskapligt arbete
För att uppfylla sina nationella skyldigheter under Vietnamkriget engagerade Varmus sig inom den offentliga hälsovården och arbetade som klinisk medarbetare i laboratoriet för Ira Pastan vid National Institutes of Health från 1968 till 1970. Under denna första period av laboratorieforskning beskrev han och Pastan och deras kollegor aspekter av mekanismen genom vilken lac operon av E. coli regleras transkriptionellt av cykliska AMP. År 1970 flyttade han och hans hustru Constance Casey till San Francisco, där han började forskarutbildningen med handledning av Michael Bishop vid University of California, San Francisco under ett stipendium från California Division of the American Cancer Society. Han utnämndes till biträdande professor vid UCSF-institutionen för mikrobiologi och immunologi 1972 och befordrades till professor 1979 och blev forskningsprofessor vid American Cancer Society 1984.
Under sina år på UCSF (1970 till 1993) koncentrerade Varmus sitt vetenskapliga arbete främst på de mekanismer genom vilka retrovirus replikerar, orsakar cancer hos djur och producerar cancerliknande förändringar i odlade celler. Mycket av detta arbete utfördes tillsammans med Michael Bishop i ett långt vetenskapligt partnerskap. Deras mest kända prestation var identifieringen av en cellulär gen (c-src) som gav upphov till v-src oncogen av Rous Sarcoma Virus, ett cancerframkallande virus som först isolerades av Peyton Rous, 1910, från ett kycklingsarkom. Deras upptäckt gav upphov till identifieringen av många andra cellulära proto-onkogener - föregångare till virala onkogener och mål för mutationer som driver mänskliga cancerformer. Mycket av detta arbete och dess följder beskrivs i hans Nobelföreläsning  och Bishops, i Varmus bokar The Art and Politics of Science, och i talrika historier om cancerforskning.
Andra viktiga komponenter i Varmus vetenskapliga arbete under de senaste fyra och ett halvt decennierna inkluderar beskrivningar av de mekanismer genom vilka retroviralt DNA syntetiseras och integreras i kromosomer,  upptäckt av Wnt-1 proto-oncogeneen tillsammans med Roel Nusse, klargörande av aspekter av replikeringscykeln av hepatit B-virus tillsammans med Donald Ganem,, upptäckt av ribosomal frameshifting för att göra retrovirala proteiner tillsammans med Tyler Jacks, isolering av en cellulär receptor för aviära retrovirus tillsammans med John Young och Paul Bates, karakterisering av mutationer av den epidermala tillväxtfaktorreceptorgenen i mänskliga lungcancer, inklusive en vanlig mutation som ger läkemedelsresistens tillsammans med William Pao och generering av många musmodeller av mänsklig cancer. Varmus fortsatte att utföra eller leda laboratoriearbete under hela sin tjänst i ledande befattningar vid NIH, MSKCC och NCI.

## Politik och statlig tjänst
I början av 1990-talet, efter att deras Nobelpris delades ut, blev Varmus och Bishop aktiva inom vetenskapspolitik och arbetade främst med UCSF-kollegorna Bruce Alberts och Marc Kirschner, och med den gemensamma styrkommittén (senare omdöpt till Coalition for the Life Sciences). Han var också vice ordförande för Scientists and Engineers för Clinton-Gore under presidentvalskampanjen 1992.
Efter Bernadine Healys avgång som direktör för National Institutes of Health i april 1993 nominerades Varmus till posten av president William J. Clinton i juli och bekräftades av senaten i november. Som NIH-direktör krediterades Varmus bland annat för att främja global hälsoforskning, särskilt om malaria, och för byggande av nya anläggningar, inklusive ett nytt kliniskt centrum och ett vaccinforskningscenter vid NIH.
Nära slutet av sin tid som NIH-chef blev Varmus en mästare på sätt att mer effektivt använda Internet för att förbättra tillgången till vetenskapliga artiklar. Det första praktiska resultatet var etableringen av National Center for Biotechnology Information på NIH, av PubMed central, ett offentligt digitalt arkiv av vetenskapliga rapporter. År 2007 uppmanade kongressen NIH att se till att alla rapporter av arbete som stöttas av NIHEN visas i PubMed central inom ett år efter publikationen. Varmus och två kollegor, Patrick Brown på Stanford och Michael Eisen på UC Berkeley, var medgrundare och ledare av styrelsen av det offentliga arkivet av vetenskap (PLOS), en nonprofit utgivare av en svit av öppna tidskrifter i biomedicinska vetenskaper.

## Utmärkelser och hedersbetygelser
- 1982: Albert Lasker utmärkelse för grundläggande medicinsk forskning[41]
- 1984: Alfred P. Sloan Jr. Pris
- 1989: Nobelpriset i fysiologi eller medicin[42]
- 1990: Guld- pläterar utmärkelsen av amerikanakademin för prestation[43]
- 2005: Invald i Royal Society (ForMemRS)[44]
- 2011: Dubbel Helixmedalj[45]
- 2012: Glenn T. Seaborg-medalj